# Chisséria
Chisséria – miejscowość i dawna gmina we Francji, w regionie Burgundia-Franche-Comté, w departamencie Jura. W 2013 roku populacja ówczesnej gminy wynosiła 88 mieszkańców. 
Dnia 1 stycznia 2018 roku połączono dwie wcześniejsze gminy: Arinthod oraz Chisséria. Siedzibą gminy została miejscowość Arinthod, a nowa gmina przyjęła jej nazwę.